# والتر ماير
والتر ماير (بالألمانية: Walter Meier)‏ (و. 1927 – 2017 م) هو تربوي، ومؤلف، ومنافس ألعاب قوى من ألمانيا، وألمانيا الشرقية، شارك في ألعاب قوى في الألعاب الأولمبية الصيفية 1956 – ديكاتلون رجال ‏، وفعاليات ألعاب القوى في الألعاب الأولمبية الصيفية 1960 – ديكاتلون رجال ‏، توفي في هاله، عن عمر يناهز 90 عاماً.

## روابط خارجية
- والتر ماير على موقع اللجنة الأولمبية الدولية (الإنجليزية)
- والتر ماير على موقع أوليمبيديا (الإنجليزية)